# Soirée de combat UFC : Ulberg contre Reyes
La Soirée de combat UFC : Ulberg contre Reyes (également connu sous le nom d' UFC Fight Night 260 ) est un événement d'arts martiaux mixtes produit par l'Ultimate Fighting Championship qui est prévu le 28 septembre 2025 à la RAC Arena de Perth, en Australie.

## Contexte
Cet événement marquera la quatrième visite de la promotion à Perth et sa toute première Soirée de combat, après l'UFC 305 en août 2024. 
Un combat de poids lourds-légers entre Carlos Ulberg et l'ancien challenger du championnat des poids mi-lourds de l'UFC, Dominick Reyes, est prévu en tête d'affiche de cet événement. 

## Carte de combat
| Carte de combat (ESPN+) | Carte de combat (ESPN+) | Carte de combat (ESPN+) | Carte de combat (ESPN+) | Carte de combat (ESPN+) | Carte de combat (ESPN+) | Carte de combat (ESPN+) | Carte de combat (ESPN+) |
| Catégorie               |                         |                         |                         | Méthode                 | Round                   | Chrono.                 | Notes                   |
| ----------------------- | ----------------------- | ----------------------- | ----------------------- | ----------------------- | ----------------------- | ----------------------- | ----------------------- |
| Poids Lourds-légers     | Carlos Ulberg           | c.                      | Dominick Reyes          |                         |                         |                         |                         |
| Poids Lourds-légers     | Junior Tafa             | c.                      | İbo Aslan               |                         |                         |                         |                         |
| Poids Lourds-légers     | Jimmy Crute             | c.                      | Ivan Erslan             |                         |                         |                         |                         |
| Poids Coq Femmes        | Michelle Montague       | c.                      | Luana Carolina          |                         |                         |                         |                         |
| Poids Pailles Femmes    | Loma Lookboonmee        | c.                      | Alexia Thainara         |                         |                         |                         |                         |
| Poids Coq               | Colby Thicknesse        | c.                      | Josias Musasa           |                         |                         |                         |                         |
| Poids Plumes            | Choi Doo-ho             | c.                      | Daniel Santos           |                         |                         |                         |                         |
| Poids Lourds-légers     | Navajo Stirling         | c.                      | Rodolfo Bellato         |                         |                         |                         |                         |

## Combats annoncés
- Combat de poids légers : Tom Nolan contre Evan Elder [4]